# Timm Heinzel
Timm Heinzel (* 14. August 1966 in Laupheim) ist ein deutscher Ingenieur und Hochschullehrer.

## Leben
Timm Heinzel studierte nach dem Abitur am Wieland-Gymnasium in Biberach an der Riß von 1988 bis 1995 Maschinenbau an der Rheinisch-Westfälischen Technischen Hochschule Aachen und der Universität Stuttgart mit den Schwerpunkten Energietechnik und Erneuerbare Energien. Von 1995 bis 2000 war er wissenschaftlicher Angestellter am Institut für Verfahrenstechnik und Dampfkesselwesen der Universität Stuttgart, wo er mit dem Thema Ascheseitige Probleme bei der Mitverbrennung von Biomasse in Kohlenstaubfeuerungen zum Doktoringenieur promovierte.
Von 2000 bis 2005 leitete er am Betriebsforschungsinstitut des Stahlinstituts VdEh in Düsseldorf zahlreiche Projekte im industriellen Forschungsbereich sowie in der Realisierung und Optimierung von großtechnischen Energieanlagen der Stahlindustrie und im Kraftwerksbereich. Anschließend war er von 2006 bis 2014 für die EnBW Erneuerbare und Konventionelle Erzeugung AG als Projektleiter Planung Erzeugungsanlagen/Verfahrenstechnik für die Maßnahmen zur Einhaltung der verschärften Emissionsgrenzwerte von Feuerungen zuständig. Weiterhin führte er Neubauplanungen und Ausschreibungen von Energieerzeugungsanlagen sowie Maßnahmen zum flexibleren Einsatz von Kraftwerksanlagen durch. Ferner war er am weitgehenden Umbau eines Heizkraftwerks mit Dampf- und Fernwärmeversorgung für einen großen Industriebetrieb beteiligt.
Zum Wintersemester 2014/15 wurde Timm Heinzel als Professor für das Lehrgebiet Energietechnik und Netzbetrieb mit dem Schwerpunkt Regenerative Energien in die Fakultät Gebäude – Energie – Umwelt der Hochschule Esslingen berufen. Er hält Vorlesungen in den Gebieten Regenerative Energien, Kraftwerks- und Anlagentechnik, Gastechnik sowie Fern- und Nahwärmesysteme. Zudem hält er auch Vorlesungen an der Chinesisch-Deutschen Hochschule für Angewandte Wissenschaften der Tongji-Universität in Shanghai.

## Veröffentlichungen (Auswahl)
- Klaus R. G. Hein, Hartmut Spliethoff, Volker Siegle, Timm Heinzel: Verfeuerung von Biomasse als Option zur Minderung der energieverbrauchsbedingten CO2-Emissionen. In: Wechselwirkungen. Jahrbuch aus Lehre und Forschung der Universität Stuttgart, 1996.
- Timm Heinzel: Ascheseitige Probleme bei der Mitverbrennung von Biomasse in Kohlenstaubfeuerungen. Shaker Verlag, Aachen 2004 (zugl. Diss. Universität Stuttgart, 2003).
- Timm Heinzel, Albrecht Meiser, Georg Nikolaus Stamatelopoulos, Peter Buck: Einführung Einmühlenbetrieb in den Kraftwerken Bexbach und Heilbronn Block 7. In: VGB PowerTech, 11/2012.
- Timm Heinzel, Daniel Schaupp: Absenkung der Mindestlast steinkohlegefeuerter Kraftwerke – ein Beitrag zur Flexibilisierung der Stromerzeugung. VDI-Fachkonferenz Flexibilitäts- und Effizienzsteigerung von Bestandskraftwerken, 22. und 23. Mai 2012, Bremen.